# Verus
Verus († 219) war ein römischer Politiker, der im Jahre 219 zum Usurpator wurde.
Verus war ein ambitionierter Emporkömmling, der seinen Rang als Centurio als Sprungbrett in den römischen Senat nutzte. Später wurde er zum Kommandanten der legio III Gallica ernannt und übernahm damit eine Einheit, deren Soldaten zunehmend unzufrieden waren mit der Herrschaft des amtierenden Kaisers Elagabal.
219 rebellierten die Legionäre offen. Verus stellte sich an die Spitze dieser Bewegung und erklärte sich selbst zum Kaiser. Er hatte jedoch die Macht des amtierenden Kaisers deutlich unterschätzt. Die Legion wurde vernichtend geschlagen und Verus selber gefangen genommen und hingerichtet. Schließlich wurde die Legion von Elagabal dann auch noch aufgelöst und ihrem früheren Standort Tyros wurde der prestigeträchtige Status einer metropolis entzogen.